# مردقوش سوري
المَرْدَقُوشُ السُّورِيُّ أو المَارُونُ أو الخُرُنْبَاشُ أو بِزْر مَرو أو حَبَقُ الشُّيُوخِ (باللاتينية: Origanum syriacum) نوع نباتي من جنس المردقوش الذي يتبع الفصيلة الشفوية. تعد أوراق هذا النبات العنصر الرئيسي في خلطة الزعتر النابلسي.

## الموئل والانتشار
ينتشر في بلاد الشام وسيناء وقبرص وتركيا.

## الوصف النباتي

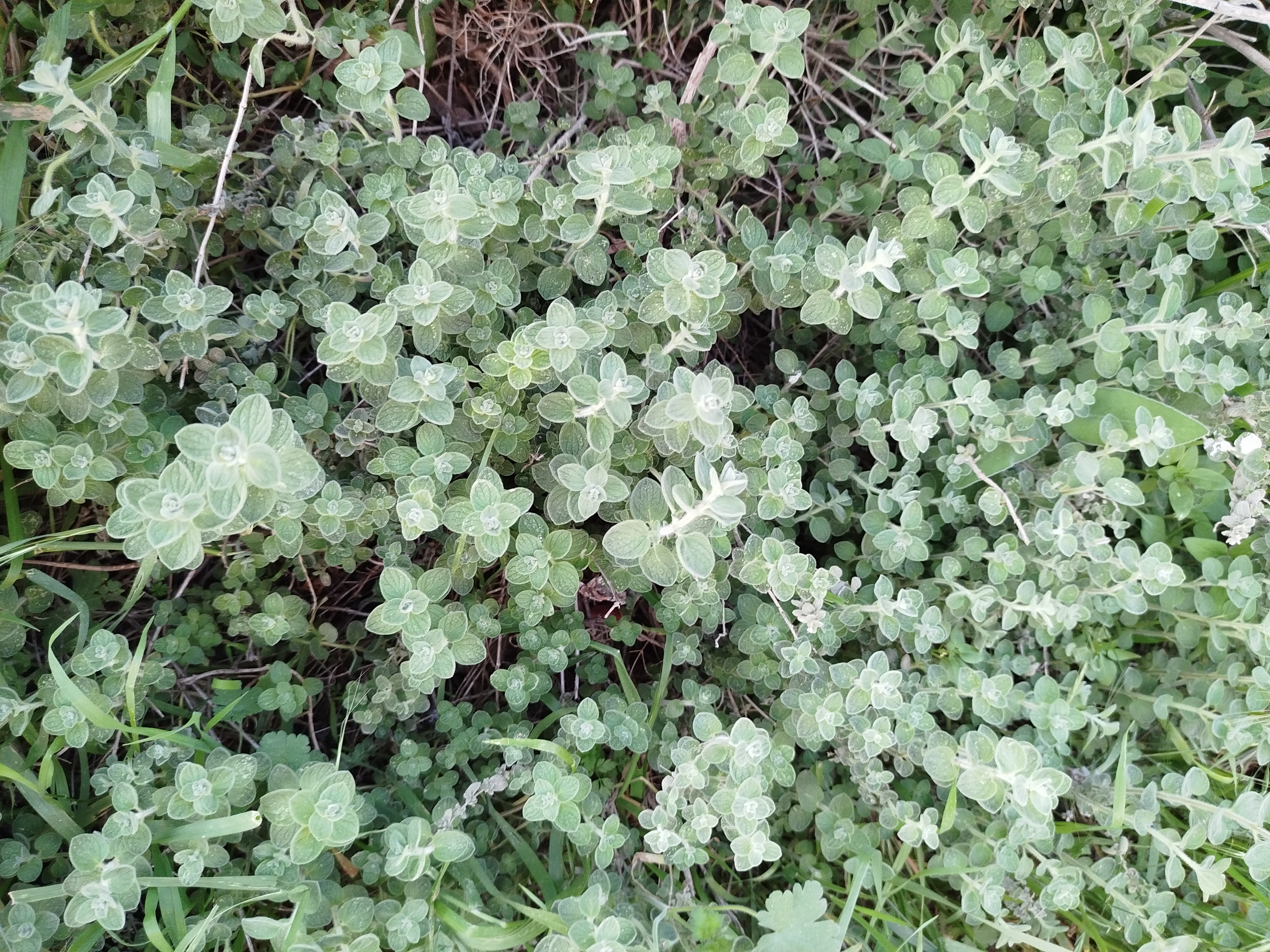
زعتر جبلي

زعتر نبات معمر يستخدم غذاء ودواء.

## مرادفات للاسم العلمي
- (باللاتينية: Majorana syriaca (L.) Raf.)
- (باللاتينية: Schizocalyx syriacus (L.) Scheele)